# Îlot Sancho
Îlot Sancho är en ö i Mauritius.   Den ligger i distriktet Savanne, i den sydvästra delen av landet, 40 km söder om huvudstaden Port Louis.